# Bad Muskau
Bad Muskau (antes Muskau, sórbio: Mužakow) é uma cidade balneária da Alemanha localizada no distrito de Görlitz, região administrativa de Dresden, estado da Saxônia.
Pertence ao Verwaltungsgemeinschaft de Bad Muskau.
Fica localizada na orla do Rio Neisse que forma a fronteira entre a Alemanha e a Polônia. No lado polaco está a cidade de Łęknica. 
Tem uma área de 15,35 km², altitude de 110 msnm e uma população de 3.905 (31/12/2009). Foi fundada no século XIII por um assentamento dos vendos. A primeira menção em documentos trata de 1259 e, em 1452, obteve o título de cidade.
É conhecida pelo Parque de Muskau que foi declarado Patrimônio da humanidade pela Unesco.

## Cidadãos ilustres
- Nathaniel Gottfried Leske (1751-1786), cientista
- Leopold Schefer (1784-1862), escritor
- Hermann von Pückler-Muskau (1785-1871), paisagista, fundador do Parque de Muskau
- Gustav Fechner (1801-1887), psicólogo
- Eduard Petzold (1815-1891), paisagista